# Colégio Militar de Porto Alegre
O Colégio Militar de Porto Alegre (CMPA) é uma escola militar pública em Porto Alegre, Rio Grande do Sul, Brasil. Fundado em 1912, integra o Sistema Colégio Militar do Brasil (SCMB), subordinado à Diretoria de Educação Preparatória e Assistencial (DEPA) do Exército Brasileiro. Atende cerca de 1.100 alunos nos ensinos fundamental II e médio, sendo reconhecido por sua excelência acadêmica e tradição histórica.

## História
O CMPA foi fundado pelo Decreto nº 9.397, de 28 de fevereiro de 1912, no governo do presidente Marechal Hermes Rodrigues da Fonseca, com o General Antônio Adolfo da Fontoura Mena Barreto como Ministro da Guerra. Iniciou atividades em 22 de março de 1912, em um prédio histórico construído em 1872, conhecido como "Casarão da Várzea", no bairro Farroupilha, em frente ao Parque Farroupilha. O edifício, de estilo neoclássico, foi ampliado em 1914/15, 1936/37 e 1969/70, e abriga estátuas de Marte e Minerva, as maiores de adorno em Porto Alegre. Em 2005, o Exército denominou-o oficialmente "Colégio Casarão da Várzea".

## Subordinação
O CMPA é subordinado à DEPA, que responde ao Departamento de Educação e Cultura do Exército (DECEx), sediado no Rio de Janeiro.

## Comandante Atual
O atual comandante do CMPA é o Coronel Italo Mainieri Júnior, conforme informações oficiais do colégio.

## Estrutura
O CMPA ocupa 140.000 m², com 40.000 m² de área construída, incluindo 70 salas de aula, laboratórios, biblioteca, auditório e o Observatório Capitão Parobé, único em uma escola de educação básica no Brasil. Possui instalações esportivas como o Estádio Ramiro Souto e conta com ~120 professores (75 civis e 45 militares) e ~140 funcionários.

## Projeto Pedagógico
Segue o currículo do SCMB, alinhado à Base Nacional Comum Curricular (BNCC) e à Lei de Diretrizes e Bases da Educação (LDB), com disciplinas como Matemática, Português e Educação Moral e Cívica (EMC), além de práticas militares. A proposta pedagógica foca na formação integral, desenvolvendo valores patrióticos, disciplina consciente e preparação para carreiras militares e civis.

## Processo Seletivo
O ingresso ocorre por concurso público anual, com vagas para o 6º ano do ensino fundamental e 1º ano do ensino médio, exigindo provas de Matemática e Português, além de exames médicos. Dependentes de militares têm vagas reservadas por amparo legal.

## Desempenho Acadêmico
Registra IDEB de 6,8 no ensino fundamental II (2019), acima da média estadual (5,3) e nacional (4,9). No ENEM, alcança médias acima de 70 pontos, sendo a melhor escola pública do Rio Grande do Sul em 2005, 2006, 2008 e 2009. Possui altos índices de aprovação em vestibulares como UFRGS (57,45% em 2010) e em escolas militares como o IME e ITA.

## Símbolos e Tradições
O lema do CMPA é "Há 100 anos formando cidadãos". Seu distintivo apresenta um escudo peninsular português com as cores do Exército (vermelho e azul-celeste) e nacionais (amarelo e verde), uma cruz de Avis e um castelo, simbolizando sua identidade militar. O CMPA também é berço do Movimento Tradicionalista Gaúcho, fundado por João Cezimbra Jacques, e mantém o CTG Potreiro da Várzea desde 1985.

## Alunos Notáveis
O CMPA formou diversas personalidades, incluindo:
- Presidentes do Brasil: Getúlio Vargas, Eurico Gaspar Dutra, Humberto Castelo Branco, Costa e Silva, Emílio Garrastazu Médici, Ernesto Geisel, João Figueiredo
- Vice-presidentes: Adalberto Pereira dos Santos, Hamilton Mourão
- Outros: Mário Quintana (poeta), Vasco Prado (artista plástico), Carlos Lamarca (militar e líder revolucionário).